# Antiblemma hembrilla
Antiblemma hembrilla är en fjärilsart som beskrevs av William Schaus 1912. Antiblemma hembrilla ingår i släktet Antiblemma och familjen nattflyn. Inga underarter finns listade i Catalogue of Life.